# Сикар, Ромен
Ромен Сикар(фр. Romain Sicard; род. 1 января 1988, Байонна) — французский профессиональный шоссейный велогонщик баскского происхождения, выступающий за команду «Euskaltel-Euskadi». Чемпион мира 2009 в возрастной категории до 23 лет.

## Карьера
Заниматься велоспортом начал с ранних лет, однако поначалу специализировался в трековых велогонках. В 2003 году стал активно заниматься шоссейными велогонками на любительском уровне, а в 2008  году попал в систему подготовки молодых велосипедистов команды «Euskaltel-Euskadi». В 2009 году Сикар подписал свой первый профессиональный контракт — с дочерней командой «Euskaltel-Euskadi» «Orbea». В составе баскской команды он одержал 5 личных побед, а в завершении сезона выиграл групповую гонку в молодёжной категории на Чемпионате мира по шоссейным велогонкам в Швейцарии.
Этот успех не остался незамеченным: 2010 год француз начинал в составе основной команды «Euskaltel-Euskadi», став вторым гонщиком этой команды после Унаи Эчебаррии, не являющимся испанцем. Лучшим результатом дебютного сезона для Сикара стало второе место на четвёртом этапе Критериума ду Дофине, который он закончил на достаточно высоком 11-м месте. 
После завершения сезона 2011, где Ромен снова не преуспел, за кражу дорожного конуса его задержала полиция. 